# آخرین لالایی
آخرین لالایی (انگلیسی: The Last Lullaby) فیلمی در ژانر درام به کارگردانی جفری گودمن است که در سال ۲۰۰۸ منتشر شد. این فیلم در شریوپورت (لوئیزیانا) فیلم‌برداری شد.

## بازیگران
- تام سایزمور
- ساشا الکساندر
- اسپریگ گریدن
- راندال باتینکف
- بیل اسمیترویچ
- جری هاردین
- پال را